# PS Karlsruhe Lions
El PS Karlsruhe Lions es un equipo de baloncesto alemán con sede en la ciudad de Karlsruhe, que compite en la ProA, la segunda división de su país. Disputa sus partidos en el Friedrich-List-Schule, con capacidad para 862 espectadores.

## Posiciones en Liga
| Temporada | Nivel | Liga            | Pos. | Copa | Competiciones europeas |
| --------- | ----- | --------------- | ---- | ---- | ---------------------- |
| 2013–14   | 5     | 2. Regionalliga | 2º   |      |                        |
| 2014–15   | 5     | 2. Regionalliga | 1º   |      |                        |
| 2015–16   | 4     | 1. Regionalliga | 1º   |      |                        |
| 2016–17   | 3     | ProB            | 2º   |      |                        |
| 2017–18   | 2     | ProA            | 3º   |      |                        |
| 2018–19   | 2     | ProA            | 8º   |      |                        |

## Palmarés
- Campeón de la Regionalliga (Grupo Suroeste)

2016
- Campeón de la 2.Regionalliga (Grupo Suroeste-Sur)

2015

## Jugadores destacados
| - Dino Erceg - Dino Jakolis - Dino Palčić - Daniel Zovko - Sahin Belle - Bill Borekambi - Eric Curth - Matthias Hurst - Dmitrij Kreis - Adrian Lind | - Jacob Mampuya - Deon McDuffie - Florian Münch - Toni Orlovic - Andrej Schmid - Daveon Boardingham - D'Andre Bullard - Jermaine Calvin - Paul Larsen - Orlando Parker | - Jordan Talbert - Martinis Woody - Branimir Mukulić - Kresimir Mustapić |